# Duke Nukem (počítačová hra)
Duke Nukem je počítačová hra od Apogee Software (nyní již 3D Realms), která představuje osudy hrdiny jménem Duke Nukem. Hra byla vydána 1. července roku 1991.

## Příběh
Hra je zasazena do roku 1997 (což byla v době vydání blízká budoucnost). Dr. Proton je bývalý vědec, který vlivem radioaktivity zešílel a rozhodl se, že si podmaní život s jeho armádou Techbotů. Duke Nukem, neohrožený hrdina, je najat CIA, aby ho zastavil. V první episodě je Duke vysazen na mrakodrapu v největším městě na světě, Shrapnel City, které je pod nadvládou dr. Protona, s cílem dostat se do jeho podzemního úkrytu. V druhé episodě Duke Nukem následuje Dr. Protona do jeho tajné měsíční základny. Ve třetí episodě dr. Proton uteče do budoucnosti a Duke Nukem ho následuje skrz časoprostor, aby konečně zastavil jeho šílené řádění.

## Vývoj
Herní svět se posouvá posunem 8x8 bloků, místo jednotlivých pixelů. Původní název hry byl Heavy Metal, ale producentu Scottu Millerovi se toto jméno nelíbilo a rozhodl se jej pojmenovat po hlavní postavě, podobně jako v komiksech. Navrhl Duka, což podle něj znělo silně, a programátor Todd Replogle navrhl Nukem jako příjmení. Po vydání hry Apogee Software zjistil, že animovaný seriál Captain Planet and the Planeteers již obsahoval zápornou postavu se jménem Duke Nukem, a proto, aby se vyhnul soudnímu sporu, přejmenoval hru ve verzi 2.0 na Duke Nukum. Později se ukázalo, že Duke Nukem nebylo registrované jméno, a tak si ho Apogee ihned zaregistrovalo a v pokračováních nadále používalo původní jméno.

## Kompatibilita
Minimální požadavky hry byly PC s MS-DOS, CPU 286, 520 kB RAM, zvuková karta není podporována, veškerý zvuk jde přes PC Speaker. Na moderních počítačích s Microsoft Windows se hra obvykle hraje v emulátoru DOSBox.